# Ейвон (Алабама)
Ейвон (англ. Avon) — місто (англ. town) в США, в окрузі Г'юстон штату Алабама. Населення — 465 осіб (2020).

## Географія
Ейвон розташований за координатами 31°10′47″ пн. ш. 85°16′45″ зх. д. / 31.17972° пн. ш. 85.27917° зх. д. (31.179724, -85.279184).  За даними Бюро перепису населення США в 2010 році місто мало площу 6,91 км², з яких 6,86 км² — суходіл та 0,05 км² — водойми.

## Демографія
Згідно з переписом 2010 року, у місті мешкали 543 особи в 223 домогосподарствах у складі 163 родин. Густота населення становила 79 осіб/км².  Було 249 помешкань (36/км²).
Расовий склад населення:
| - 94,7 % — білих - 1,8 % — корінних американців - 1,8 % — чорних або афроамериканців |

До двох чи більше рас належало 1,7 %. Частка іспаномовних становила 1,3 % від усіх жителів.
За віковим діапазоном населення розподілялося таким чином: 20,1 % — особи молодші 18 років, 61,5 % — особи у віці 18—64 років, 18,4 % — особи у віці 65 років та старші. Медіана віку мешканця становила 43,3 року. На 100 осіб жіночої статі у місті припадало 101,1 чоловіків;  на 100 жінок у віці від 18 років та старших — 103,8 чоловіків також старших 18 років.
Середній дохід на одне домашнє господарство  становив 54 990 доларів США (медіана — 40 417), а середній дохід на одну сім'ю — 60 105 доларів (медіана — 39 500). За межею бідності перебувало 22,2 % осіб, у тому числі 43,5 % дітей у віці до 18 років та 8,4 % осіб у віці 65 років та старших.
Цивільне працевлаштоване населення становило 241 осіб. Основні галузі зайнятості: освіта, охорона здоров'я та соціальна допомога — 20,3 %, роздрібна торгівля — 17,4 %, виробництво — 14,9 %.